# Alloy (Trillium)
Alloy è l'album di debutto del nuovo gruppo di Amanda Somerville i Trillium.

## Tracce
1. Machine Gun – 5:45
2. Coward – 4:20
3. Purge – 4:38
4. Utter Descension – 4:19
5. Bow to the Ego – 4:55
6. Mistaken – 4:41
7. Scream It (feat. Jørn Lande) – 5:33
8. Justifiable Casualty – 5:36
9. Path of Least Resistance – 4:54
10. Into the Dissonance (cover Lunatica) – 4:14
11. Slow It Down – 4:32
12. Love Is an Illusion (Bonus track) – 3:27

## Formazione
- Amanda Somerville - voce, tastiere
- Sascha Paeth - chitarra, basso, tastiere, batteria
- Sander Gommans - chitarra, basso
- Miro - arrangiamenti, tastiere
- Olaf Reitmeier - chitarra acustica
- Robert Hunecke-Rizzo - batteria
- Simon Oberender - tastiere
- Jørn Lande - voce traccia 7